# Heinz Fülfe

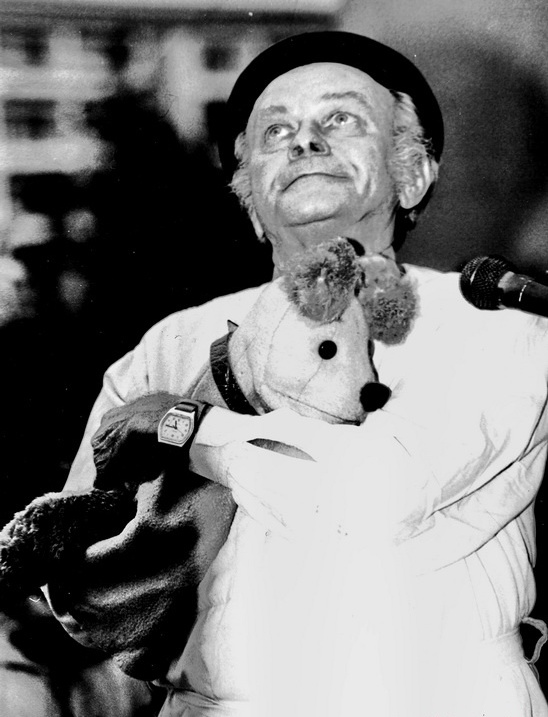
Heinz Fülfe mit Struppi 1988

Heinz Fülfe (* 5. Januar 1920 in Freiberg; † 5. Dezember 1994 in Berlin) war ein deutscher Zeichner, Puppenspieler und Bauchredner. Bekannt wurde er als Puppenvater von Flax und Krümel und durch seine Rolle als Schnellzeichner Taddeus Punkt, einer Identifikationsfigur des DDR-Kinderfernsehens, mit welcher er unter anderem in der vom Deutschen Fernsehfunk (DFF) ausgestrahlten Fernsehreihe Unser Sandmännchen auftrat.

## Leben und Wirken
Der Vater Fülfes, Gustav Adolf Fritz Fülfe, war als Hoboist (Unteroffizier) Militärmusiker in Freiberg. Seine Oberschulzeit verbrachte Fülfe in Elsterwerda, wo er auch eine erste künstlerische Ausbildung bei Hans Nadler erhielt. Sein Abitur legte Fülfe in Pirna ab. Dort führte er seine künstlerische Ausbildung bei seinem Lehrer Horst Lorenz fort.
Nach dem Schulbesuch begann er eine Lehre als Bühnenbildner am Staatstheater Dresden. Nach dem Beginn des Zweiten Weltkriegs wurde er zur Wehrmacht eingezogen, und er nahm am Krieg teil und geriet in Kriegsgefangenschaft. Nach der Rückkehr in die Heimat wandte er sich erneut dem Theater zu und wirkte seitdem als freischaffender Maler, Grafiker und Puppenspieler.
Anfang der 1950er Jahre kam Heinz Fülfe als Gründungsmitglied der Pirnaer Puppenspiele zusammen mit Wolfgang Hensel zum Puppentheater, wo er seiner Ausbildung gemäß für die Bühnenbildgestaltung und für die Darstellung der weiblichen (!) Rollen eingesetzt war. Als Puppenspieler bediente er sich Figuren des Schnitzers Theo Eggink sowie des Bärenfelser Holzbildhauers Hellmuth Lange. In dieser Zeit spielte er erstmals den Hund Struppi aus der Werkstatt von Elisabeth Grünwaldt und Friedel Kostors, eine Figur, die später im DDR-Fernsehen zu großer Bekanntheit gelangen sollte.
Fülfe trat seit Anfang der 1950er Jahre im Fernsehen der DDR in einer Vielzahl von Kindersendungen auf, speziell in Unser Sandmännchen, und als Stimmgeber für Figuren wie Frau Elster. Für diese Sendungen schrieb er etwa 900 Manuskripte. Gemeinsam mit seiner Frau Ingeburg zog Fülfe in diesen Jahren auf die Festung Königstein, wo er ein kleines Fernsehatelier einrichtete und seine Sendungen vorbereitete. Heinz Fülfe war zudem der Puppenvater der von Inge Thiess-Böttner gestalteten Puppengeschwister Flax und Krümel, die seit 1955 im deutschen Fernsehen zu sehen waren.
Bekanntheit erlangte Fülfe in der Verkörperung der Figur des Taddeus Punkt (auch Tadeus Punkt), der mit der Puppe des Hundes Struppi in der Sendung Unser Sandmännchen auftrat. Taddeus Punkt war Schnellzeichner im weißen Kittel, der zumeist eine Baskenmütze trug. Er zeichnete Bilder mit schwarzer Malkohle auf weißes Papier, das auf eine Staffelei aufgespannt war und erzählte hierbei lehrreiche und lustige Geschichten für Kinder. Struppi lieh er seine Stimme als Bauchredner.
Mit den Worten:

„Guten Abend, – ihr Kleinen und auch ihr Großen vor dem Bildschirm. Ich bin der Zeichner Tadeus Punkt und will euch heute eine Geschichte erzählen. Eigentlich will ich sie zeichnen – oder doch besser gesagt, ich will sie erzählen…“

war er am 11. Juni 1959 zum ersten Mal als Tadeus Punkt im Abendgruß von Unser Sandmännchen zu sehen. Mit dieser Figur, als Zeichner und Geschichtenerzähler im Künstlergewand, zählte Heinz Fülfe zu den Identifikationsfiguren des DDR-Kinderfernsehens. Er erzählte hierbei mit dem bereits erwähnten Hund Struppi etwa 400 mal seine Geschichten und führte seine kleinen Zuschauer an diverse Orte der DDR.
Auch als Hörspielautor und -sprecher war Fülfe tätig. Zudem gibt es einige Schallplatten mit Geschichten seiner Figuren.
Für seine Leistungen wurde Heinz Fülfe 1961 mit dem Nationalpreis der DDR geehrt. Fülfe ist Ehrenbürger der südbrandenburgischen Kleinstadt Elsterwerda sowie seit 1965 der Stadt Pirna in Sachsen.

## Privatleben
Heinz Fülfe war verheiratet, in zweiter Ehe mit der Puppenspielerin Ingeburg Fülfe, und hatte drei Kinder. Nach der Wende und der Abwicklung des DFF traten die Eheleute mit den Puppen in Kindergärten und Schulen auf. Heinz Fülfe starb 1994 im Alter von 74 Jahren. Er ruht auf dem Georgen-Parochial-Friedhof II (Grabnummer 4-16-7) in Berlin-Friedrichshain.

## Werke als Maler und Zeichner (Auswahl)
- Brückenbaustelle Pirna (Tuschzeichnung; 1949 ausgestellt auf der Ausstellung „Mensch und Arbeit“ in Berlin)[3]
- Stadt im Winter (Pinsel-Zeichnung mit Tusche, 1953)[4][5]
- Herbst auf Rügen (Tafelbild, Tempera, 1953)[6][5]
- Ankunft (Pinsel-Zeichnung mit Tusche, 1953)[7][5]

## Ausstellungen (mutmaßlich unvollständig)

### Einzelausstellungen
- 1946: Pirna (mit Artur Henne und Ruth Klatte)
- 1985: Pirna
- 1988: Schwarzheide

### Teilnahme an zentralen und wichtigen regionalen Ausstellungen in der Sowjetische Besatzungszone und der DDR
- 1947: Pirna („1. Kunstausstellung des Kreises Pirna“)
- 1948: Dresden, Haus des Kulturbunds („Die Jungen. Malerei, Grafik, Plastik“)
- 1948: Zwickau („Schau der Jüngsten. Maler, Graphiker, Bildhauer“)
- 1949: Dresden, 2. Deutsche Kunstausstellung
- 1949: Berlin, Berliner Stadtkontor („Mensch und Arbeit“)
- 1951/1952: Berlin, Museumsbau am Kupfergraben („Künstler schaffen für den Frieden“)
- 1960: Königstein: Festung Königstein ("5. Ausstellung des Verbandes Bildender Künstler Deutschlands, Arbeitskreis Pirna")